# Вязьма-Брянская (станция)
Вя́зьма-Бря́нская — узловая железнодорожная станция Московской железной дороги, расположенная одноимённом селе Вяземского района Смоленской области.

## История
Открыта в 1930 году на участке построенной в 1874 году Ряжско-Вяземской железной дороги, одновременно с запуском в промышленную эксплуатацию железнодорожной линии Вязьма — Брянск. Строительство этого участка планировалось ещё в начале XX века, имевшего важное народнохозяйственное значение для страны как кратчайший путь из северо-западных областей на юг страны.
Первые изыскания по прокладке железной дороги были осуществлены в 1913 году бывшим Московским Обществом Подъездных Путей, которые по своим техническим параметрам фактически не отличались от изысканий 1926 года.
Весной 1929 года началось полномасштабное строительство новой железнодорожной ветки. Ход строительства грандиозной по тем временам стройки широко освещался в советской печати начала 1930-х годов. Для строительства железной дороги при строящейся станции был основан рабочий посёлок.
В годы первых пятилеток и индустриализации станция технически совершенствовалась. Были построены паровозный сарай на 1 стойло, запасные станционные пути.
В годы Великой Отечественной войны в районе станции и посёлка шли тяжёлые бои. В этих местах героически сражались части окружённой ударной группы 33-й армии генерал-лейтенанта Михаила Ефремова.
После войны было отремонтировано железнодорожное полотно, служебные и технические постройки. Возобновлено регулярное пассажирское сообщение.

## Описание
Станция относится к Смоленскому региону МЖД. По характеру работы — станция 2 класса.
Состоит из одной боковой низкой пассажирской платформы и станционного здания.
Не оборудована турникетами и навесами.

## Движение и путевое развитие
Станция располагается на железнодорожной линии Вязьма — Вязьма-Брянская, которая к востоку от Вязьмы-Брянской разветвляется на два хода:
- на юг — в сторону станции Фаянсовая и Брянска;
- на юго-восток — в сторону станции Износки и Калуги I.

Через станцию с остановкой проходят пригородные поезда (рельсовые автобусы), следующие на Износки (на юго-восток) и Фаянсовую (на юг) со станции Вязьма, а также обратно. Движение пассажирских поездов дальнего следования через станцию не осуществляется.

## Коммерческие операции, выполняемые на станции
О — Посадка и высадка пассажиров на (из) поезда пригородного и местного сообщения. Прием и выдача багажа не производятся.

§ 1 — Прием и выдача повагонных отправок грузов, допускаемых к хранению на открытых площадках станций.

§ 3 — Прием и выдача грузов повагонными и мелкими отправками, загружаемых целыми вагонами, только на подъездных путях и местах необщего пользования

## Происшествия и катастрофы
В феврале 2022 года была совершена попытка похищения 14,38 тонн рельс, примыкающих к станции.

## Фотогалерея

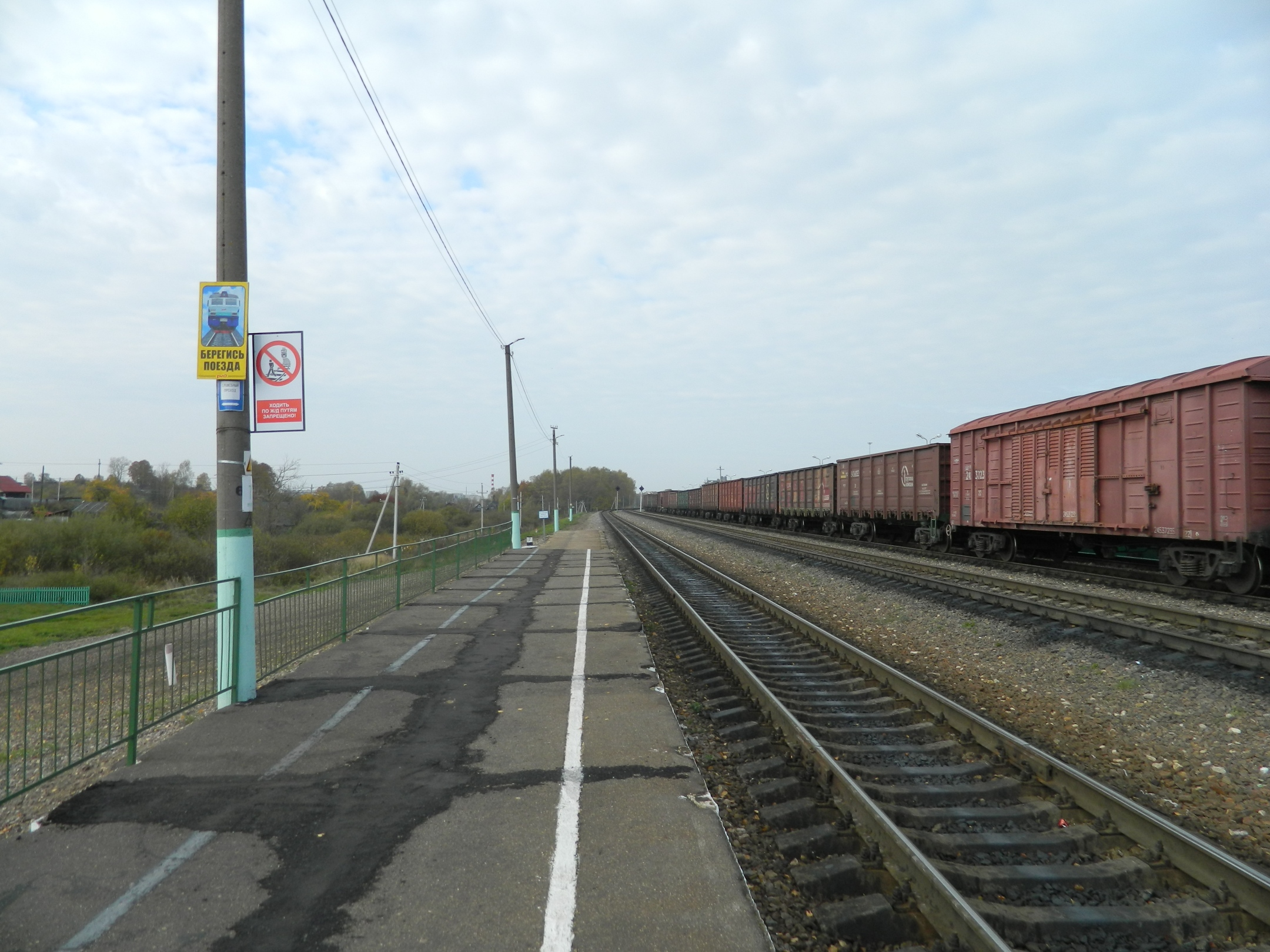
Вид станции в сторону Вязьмы, 2011 г.
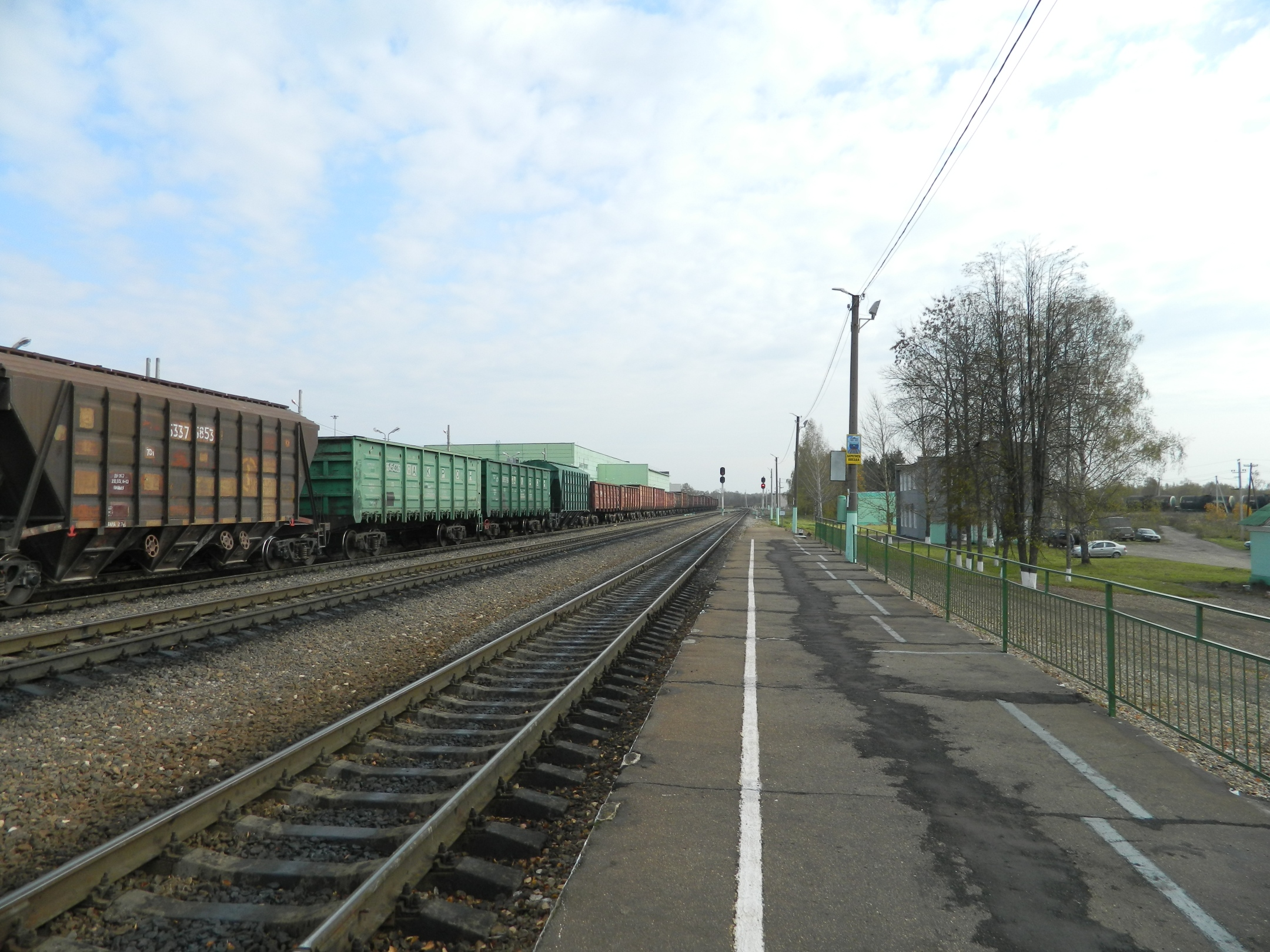
Вид станции в сторону развилки на два направления, 2011 г.